# Université nationale de technologie de défense
L'Université nationale de technologie de défense  est une université chinoise basée à Changsha. Elle fait partie du programme 985 et du programme 211. Elle possède une spécialisée dans les superordinateurs et l'aérospatiale.

## Historique
Elle est créée en 1953 sous le nom de Harbin Military Academy of Engineering. L'université est déplacée à Changsha en 1970, dans un contexte de tension avec l'Union soviétique